# Fuerte Federación
El Fuerte Federación en la Provincia de Buenos Aires (Argentina), fue fundado el 27 de diciembre de 1827 por el comandante Bernardino Escribano, en la línea de frontera trazada por el gobierno para proteger el territorio de los ataques de los indígenas.
Se construyó 3 km al norte del Cerrito Colorado, el punto más alto de una cadena de médanos que servía para vigilancia, y 4 km al oeste de la Laguna El Carpincho.
Estaba ubicado a 250 km al oeste de la ciudad de Buenos Aires, y fue el origen de la actual ciudad de Junín. La Plaza de Armas del fuerte estaba ubicada donde hoy se encuentra la Plaza 25 de Mayo, en el centro de la ciudad.